# Johann Joseph Abert
Johann Joseph Abert sau Jan Josef Abert (n. 20 septembrie 1832, Hoštka⁠(d), Ústí nad Labem, Cehia – d. 1 aprilie 1915, Stuttgart, Imperiul German) a fost un compozitor german.